# NISSANミッドナイトステーション ザ・欽グルスショー
『NISSANミッドナイトステーション ザ・欽グルスショー』（にっさんミッドナイトステーション ザ・きんグルスショー、英字表記：NISSAN Midnight Station The Kingles Show）は、1983年10月4日から1985年10月4日までTBSラジオで月曜日から金曜日（1984年4月から1985年3月まで月曜日から土曜日）の、24:00から25:00まで放送されていたラジオ番組。
TBSラジオから配布されていた番組表等に『ニッサンミッドナイトステーション ザ・欽グルスショウ』の表記も用いられている。
開始から1984年4月までは、『NISSANミッドナイトステーション ザ・欽グルス電リク60分』（にっさんミッドナイトステーション ザ・きんグルスでんリクろくじっぷん）というタイトルで放送された。
一貫して日産自動車（NISSAN）一社提供による冠スポンサー番組だった。
TBSの永田守がプロデュースしたラジオ番組である。

## 概要
- 当時萩本欽一のバラエティ番組にレギュラー出演し、欽ちゃんファミリーと言われていたタレントたちが日替りで出演。関根勤、小堺一機、斉藤清六、山口良一はこの前の時間帯、21時〜23時台で放送されていた『るんるんナイト ワオ!』のパーソナリティから引き続きこの番組に出演した。関根、小堺のコサキン（るんるん時代まではコサラビ）コンビはこの後も2009年3月までTBSラジオでパーソナリティを務め続けた。なお、『コサキンDEワァオ!』に至るまでエンディングの挨拶として用いられた「パッホーン!」という叫びは『欽グルス』の期間から行われるようになった。
- タイトルはキング（萩本欽一）以外の欽ちゃんファミリーの番組ということで「キング留守」から命名。
- 初期の頃は前番組『そこのけ!電リク60分』から引き続き電リクという形式は引き継いだが、本番組ではバラエティ色が強くなっていた。リクエスト受付は番組開始20分前の23時40分から24時20分まで受け付けており、番組が開始する午前0時を境に受付対象の地域を都内・都外のどちらかに切り替えていた（受付の順番は隔日交替）。電リクの方式は『そこのけ!電リク』でのスタイルは用いず純粋にリスナーが聴きたい曲をリクエストする番組となった。1984年4月からは土曜日の同じ時間で放送されていた『そこのけ!電リク ザ・ベスト10』の枠を吸収し、月曜日から土曜日までの放送となった。これと同時に電リクの要素を撤廃して完全なバラエティ番組となった。なお、1985年4月には土曜日枠が無くなり、再び月曜日から金曜日までの放送となる。
- 番組のテーマ曲とジングルは『そこのけ!電リク』から引き継いだ中原めいこの歌によるもの（タイトル「アナタの魔法にかかりそう…」 - アルバムCD「ミ・ン・ト」に収録）で、『○曜日のあなたは･･･』で始まる曲は各曜日ごとに歌詞が違っていた。
- 1984年11月19日から11月24日までは原宿のライブハウス『ペニーレイン』から中継放送。リスナーを集めたイベント、『欽グルスファンの集い』も1985年2月24日他3回行われた[3]。
- タイトルコール・提供アナウンスは当初は小島一慶、1984年4月からは松宮一彦が担当した。

## パーソナリティ
月曜日
- 山口良一、西山浩司 （1983年10月 - 1985年9月）

火曜日
- 佐藤B作、山口良一 （1983年10月 - 1984年3月）
- 西山浩司、藤本正則（見栄晴） （1984年4月 - 1985年3月）
- 斉藤清六、倉沢淳美、高橋真美 （1985年4月 - 1985年10月）

水曜日
- 風見慎吾、小西博之 （1983年10月 - 1984年3月）
- わらべ（倉沢淳美、高橋真美） （1984年4月 - 1985年3月） - 放送上は「かなえ・たまえ」名義で同キャラクターの設定で通した。
- 高橋等、野咲たみこ （1985年4月 - 1985年10月）

木曜日
- 斉藤清六、小堺一機 （1983年10月 - 1985年3月）
- 関根勤、小堺一機 （1985年4月 - 1985年10月）

金曜日
- 関根勤、小堺一機 （1983年10月 - 1984年3月）
- 佐藤B作、清水由貴子 （1984年4月 - 1985年3月）
- 佐藤B作、小西博之、天久美智子 （1985年4月 - 1985年10月）

土曜日
- 関根勤、小堺一機 （1984年4月 - 1985年3月）

## 主なコーナー
関根勤&小堺一機（コサキン）
- コサキン情報局

『コサキンDEワァオ!』まで続くコーナー。特にテーマを定めず、リスナーからのハガキを紹介する。
- 物まねクイズ・似てね～!

それまでの『るんるんナイト コサラビワオ!』で行われていたリスナーの物まね企画をコーナー化。全5問で、第1・2・4問は関根のやる物まねが何なのかを当てる問題（第4問は超難問の「擬音コーナー」）で1問10点。第3・5問はリスナー自身が物まねを披露し、合格すると得点が倍になる。高得点を取ったリスナーにはシールと番組表の入った欽グルス袋が贈られ、100点満点獲得者には「スタジオにご招待」か「自宅をコサキンが訪問」のどちらかの特典があった。初代の満点獲得者である、大場久美子と岸田今日子の声を使い分けるなどの芸で出演した「クーミン」と呼ばれる女性リスナーが番組内で話題になった。
- リカちゃんコーナー

リカちゃん人形のテレホンサービスで流れてくる文章をリスナーが勝手に創作するコーナー。リカちゃんのイメージとは程遠い、やさぐれたり時代錯誤的だったりするネタが多かった。
- 必殺うぷぷ人

『必殺仕事人』のパロディであるショートコントコーナー。『北斗の拳』の内容が混ざるなど、荒唐無稽な内容であった。
- 絶叫コーナー

関根の絶叫するネタをリスナーから募集。
- おはがき列島

『コサキンDEワァオ!』まで続くコーナー。毎週テーマごとに“意味ねぇ”投稿が集まっていた。
山口良一&西山浩司
- 欽グルス選手権

リスナーの電話参加企画。リスナーが山口・西山のどちらかとしりとりで勝負を行う。簡単なテーマが設けられそれに沿った言葉でしりとりを行うが、テーマからかけ離れていたり、品位を欠く言葉を言った場合は効果音が鳴り「警告」となる。制限時間内で警告の多いほうが負け。もちろん尻に「ん」がつく、既出の言葉を言う、言葉が出てこなかった、などの場合は即負けである。勝敗に応じた記念品を獲得できた。
また、山口と西山のどちらが対戦するかは両者のじゃんけんで決定するが、出す手は双方がリスナーから送られた趣向を凝らした乱数表を用いて決定していた。負けるまで同じ乱数表が使われ、投稿者は勝ち抜き数によって記念品が贈られた。
- （コーナー名不詳）

リスナーから架空のテレビ番組案を募集し、山口と西山がその番組が実際に放送されたという設定のミニコントを披露する。
- 西やんのRUSHコーナー

当時、西山が発表した音楽アルバム「RUSH」より、毎週一曲ずつ紹介。山口もアルバムを発表していたので、彼の曲がかかることもあった。
- 山さんの憩いの縁側

山口がリスナーから送られたほのぼのした話題を紹介する、いわゆる「普通のお便り」コーナー。BGMも牧歌的なものが使われていた。
倉沢淳美&高橋真美
- クイズ・どっちらかんとん

リスナーの電話参加企画。倉沢と高橋のプライベートに関する事柄が読み上げられるので、それが二人のうちどちらのことを指しているのかを当てる。10問中の正解数に応じた記念品を獲得できた。
- それからどうした'85

わらべの二人に関する架空のエピソードがお題となり、その後の笑えるエピソードをリスナーにハガキで募るコーナー
高橋等&野咲たみこ
- Bメン'85

レコードのB面曲（CDでいうカップリング曲）の名曲を紹介。コーナーテーマ曲は、もちろんGメン'75のテーマであった。

## イベント・エピソード

### 番組関連
- 1985年5月から6月にかけて、番組内の全パーソナリティによる「欽グルス杯争奪戦」が開催された。簡単なゲームによる1対1の対戦を毎日行い、トーナメント形式で優勝を争った。優勝は月曜日担当の山口良一、準優勝は木曜日担当の関根勤だった。

### コサキン関連
（出典：）
- 1984年1月頃から、番組中に粘土作りなどのウニの作品がコサキンの番組に贈られてくるようになり、その中で当時リスナーだった秋葉隆史（現在はテレビディレクター）からラジコンで動くウニが贈られてきたことがきっかけで本格的に番組中でブームになり、同年4月28日にはTBSホールで約2000人のリスナーを集めた「ウニ展」が開催されるまでになった。
- 1984年4月1日にはコサキンの2人を交えたイベント、高尾山ハイキングが行われた。この前日の3月31日の放送の最後で、エイプリルフールのようなつもりで二人がちょっとだけ言っただけだったが、降雪の天気の中で高尾山ケーブルカーの清滝駅の前には約100人のリスナーが集まっていた。頂上では「絶叫大会」などが行われた。
- この当時、同じ事務所の車だん吉のネタで番組が盛り上がっていたことがあり、「周りにいっぱいハニワがある古墳に住んでいる」といったネタがきっかけでこの年の5月頃からハニワ作品がリスナーから贈られてくるようになった。前述のウニと同じ様にこれも番組中でブームになり、この年の8月3日にはコサキンの2人も参加し、リスナーはハニワの仮装で集まったバスツアー「ハニワだよ!全員集合」が富士急ハイランドで、同年11月18日には「ハニワ展」がTBSホールで行われた。
- 1985年2月23日の放送では、「腹痛がする」と言って関根が途中でスタジオを抜け出し、残った小堺が放送作家の鶴間政行と一緒に番組を進めていたが、数分後に関根がトレンチコートに茶色のタートルネックという、当時TBSテレビで放送されていたドラマ『少女に何が起ったか』の中で宇津井健がしていた格好と同じ様な姿で「窓辺に立つぞうです」と言って現れ、小堺が笑い転げていたということがあった。実は関根、鶴間とディレクターの門脇覚が小堺向けに仕掛けたものだったという（これがリスナー間では「窓辺に立つぞう事件」と言われている）。この3週間後には今度は小堺が「雑誌の取材と撮影でスタジオ入りが遅れる」として関根を仕掛けようとし、関根と当時のマネージャーと2人で番組を進めているところへブリーフ1枚にトイレットペーパーを体中にぐるぐる巻きにした姿で現れるということをしたが、関根には「今までずっとその姿で撮影していたの」と思い込まれて全くウケなかったという。
- 1985年3月30日の放送で、小堺が当時横浜大洋ホエールズの「高木豊内野手」を「たかぎとようちやしゅ」を読み間違え、以降も番組（コサキン）でたびたびネタにされた。
- 1985年5月頃から、バーブ佐竹の曲「青いゴムゾーリ」が番組中で盛り上がり始め、この翌年1986年7月28日に神奈川県鎌倉市の由比ヶ浜で行われた「青いゴムゾーリ投げ大会」につながっていった。
- この他番組イベントとしては、1985年7月7日に「コサキン七夕の集い」が、同年8月29日には「コサキンスポーツフェア・野球大会」が行われている。